# Emmanuel Trélat

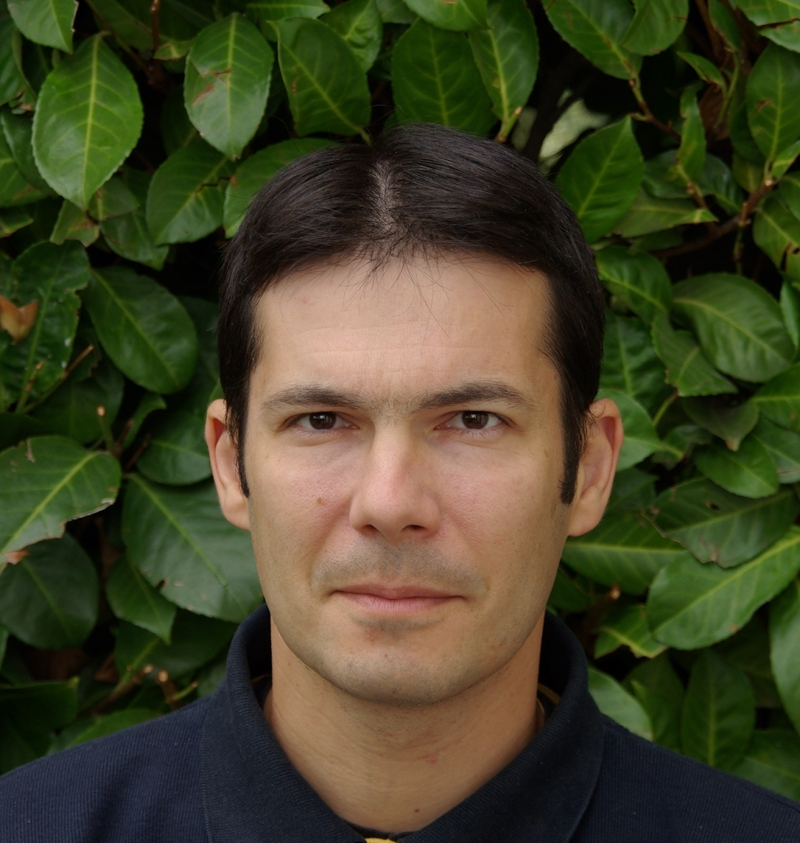
Emmanuel Trélat

Emmanuel Trélat (ur. 24 grudnia 1974) – francuski matematyk, profesor i dyrektor Laboratoire Jacques-Louis Lions. Zajmuje się teorią sterowania, równaniami różniczkowymi cząstkowymi i geometrią sub-riemannowską.

## Życiorys
W latach 1995–1999 studiował w École normale supérieure Paris-Saclay. W roku 2000 uzyskał  stopień doktora na Université de Bourgogne. Od 2011 jest profesorem Sorbonne Université, a od 2020 także dyrektorem Laboratoire Jacques-Louis Lions.
Swoje prace publikował m.in. w „SIAM Journal on Control and Optimization”, „IEEE Transactions on Automatic Control”,„Journal of Differential Equations”, „Journal of the European Mathematical Society”, „Journal of Differential Geometry”, „Mathematische Annalen” i „Duke Mathematical Journal”. Jest redaktorem naczelnym „ESAIM: Control, Optimisation and Calculus of Variations” oraz redaktorem m.in. „Systems & Control Letters” i „Mathematical Control and Related Fields”. 
W 2018 roku wygłosił wykład sekcyjny na Międzynarodowym Kongresie Matematyków w Rio de Janeiro, a w 2019 na konferencji Dynamics, Equations and Applications (DEA 2019). 
Laureat Felix Klein Prize z 2012 i Prix Blaise-Pascal z 2014. 
Wypromował 19 doktorów. 